# 전세계성공회미래회의
전 세계성공회미래회의(The Global Anglican Futures Conference, GAFCON)은 보수주의적인 성공회 주교들과 지도자들이 참가하는 회의이다. 2008년 예루살렘에서 7일 예정으로 개최될 예정이며, 램버스 회의 보다 1달 이전에 개최된다.

## 참석자
이 회의에 참가하는 성공회 지도자들은 미국 성공회에서 동성애자 주교 진 로빈슨을 임명한 2003년 이후 세계 성공회공동체(Anglican Communion)와 친교가 이루어지고 있지 않다고 판단하는 사람들이다. GAFCON의 리더는 나이지리아 성공회 피터 아키놀라 대주교, 케냐 성공회 벤자민 니짐비 대주교, 탄자니아 성공회 도달드 음테티밀라 대주교, 오스트레일리아 성공회의 보수성직자인 시드니교구장 피터 잔센 대주교, 서던 콘(남미 성공회 연합, Southern Cone)의 그렉 대주교 등이다. 캐나다 성공회의 단 하비 주교, 미국 성공회 밥 던컨, 마틴 민스 주교, 인도 성공회의 캐논 비내이 사무엘 주교, 영국성공회의 캐논 크리스 서전 주교 등도 참석한다. 이 지도자들은 전 세계 8천 5백만 성공회 신자 중 5천만을 대표한다고 간주된다.